# Давид, Эдуард
Эдуард Давид (нем. Eduard Heinrich Rudolph David) (11 июня 1863, Эдигер-Эллер — 24 декабря 1930, Берлин) — деятель германской социал-демократии, ревизионист, статс-секретарь министерства иностранных дел, в дальнейшем министр внутренних дел Веймарской республики.

## Биография

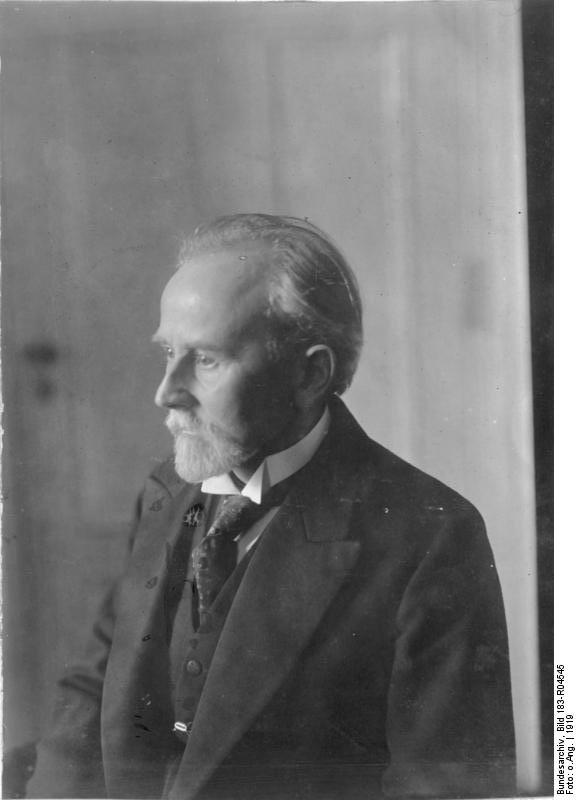
Э. Давид в 1919

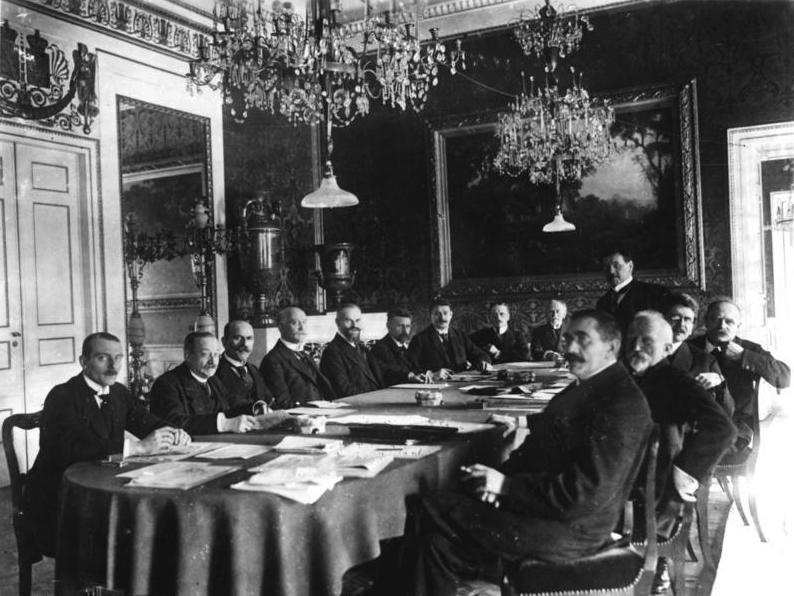
Первое заседание кабинета Шейдемана 13 февраля 1919 года в Веймаре. Слева направо: Ульрих Раушер, Роберт Шмидт, Ойген Шиффер, Филипп Шейдеман, Отто Ландсберг, Рудольф Виссель, Густав Бауэр, Ульрих фон Брокдорф-Ранцау, Эдуард Давид, Гуго Прейсс (стоит), Йоханнес Гисбертс, Йоханнес Белль, Георг Готгейн, Густав Носке

Был учителем гимназии до 1894. С 1893 в Социал-демократической партии. Одним из первых выступил с открытой ревизией марксизма по аграрному вопросу, отрицал действие экономических законов капитализма в земледелии. На Штутгартском конгрессе 2-го Интернационала в 1907 защищал резолюцию, оправдывавшую колониальную политику империализма. В годы 1-й мировой войны 1914—1918 социал-шовинист. В. И. Ленин подверг его взгляды критике.
В 1903—1918 и 1920—1930 был депутатом рейхстага, одним из руководителей социал-демократической парламентской фракции, в октябре 1918 вошёл в кайзеровское правительство Макса Баденского в качестве младшего статс-секретаря в министерстве иностранных дел. В феврале 1919 был первым председателем Веймарского национального собрания. В феврале 1919 — июне 1920 входил в правительство, сначала как министр без портфеля, в июне — октябре 1919 министр внутренних дел, затем опять министр без портфеля. В 1922—1927 представитель центрального правительства в Гессене.

## Публикации
В своём главном труде «Социализм и сельское хозяйство» (1903, русские переводы в 1903 и 1906) пытался опровергнуть теорию Карла Маркса о концентрации производства в сельском хозяйстве, доказать «устойчивость» мелкокрестьянского хозяйства и его «превосходство» над крупным, защищал так называемый закон убывающего плодородия почвы.
- Давид Э. Социализм и сельское хозяйство = Sozialismus und Landwirtschaft. — СПб., 1906. — 75 с.
- Давид Э. Завоевание политической власти. — СПб., 1906. — 64 с.